# 胡刚复物理奖
胡刚复物理奖，是以中国物理学家胡刚复命名的物理奖项，由中国物理学会设立并评选，旨在奖励在实验技术方面做出突出贡献的中国物理学工作者。胡刚复物理奖每两年评选一次，每次评出不超过两人。

## 历届获奖者
| 年份         | 获奖者 | 工作单位                               | 获奖工作                                                                                                |
| ------------ | ------ | -------------------------------------- | --- |
| 1988－1989年 | 洪朝生 | 中国科学院低温技术实验中心             | 低温物理实验技术                                                                                        |
| 1988－1989年 | 周远   | 中国科学院低温技术实验中心             | 低温物理实验技术                                                                                        |
| 1990－1991年 | 林尊琪 | 中国科学院上海光学精密机械研究所       | 高功率激光物理实验技术的发展                                                                            |
| 1992－1993年 | 王泰杰 | 中国科学院高能物理研究所               | 北京谱仪数据获取和数据处理技术                                                                          |
| 1992－1993年 | 李卫国 | 中国科学院高能物理研究所               | 北京谱仪数据获取和数据处理技术                                                                          |
| 1992－1993年 | 许榕生 | 中国科学院高能物理研究所               | 北京谱仪数据获取和数据处理技术                                                                          |
| 1994－1995年 | 谢家麟 | 中国科学院高能物理研究所               | 对中国射频电子直线加速器技术的开创与发展的贡献                                                          |
| 1996－1997年 | 张殿琳 | 中国科学院物理研究所                   | 固体输运性质等研究中的实验技术                                                                          |
| 1996－1997年 | 杨威生 | 北京大学                               | 多功能超高真空STM系统的研制和应用                                                                       |
| 1996－1997年 | 方胜   | 北京大学                               | 多功能超高真空STM系统的研制和应用                                                                       |
| 1996－1997年 | 盖峥   | 北京大学                               | 多功能超高真空STM系统的研制和应用                                                                       |
| 1998－1999年 | 陆同兴 | 安徽师范大学                           | 激光光解—时间分辨电子自旋共振实验装置                                                                   |
| 2000－2001年 | 金晓峰 | 复旦大学                               | 磁性金属超薄的MBE外延生长及原位                                                                         |
| 2000－2001年 | 董国胜 | 复旦大学                               | 磁性金属超薄的MBE外延生长及原位                                                                         |
| 2002－2003年 | 王广厚 | 南京大学                               | 团簇实验技术及团簇结构和物理性质研究                                                                    |
| 2004－2005年 | /      | /                                      | |
| 2006－2007年 | 罗二仓 | 中国科学院理化技术研究所               | 热声制冷关键技术研究                                                                                    |
| 2006－2007年 | 顾长志 | 中国科学院物理研究所                   | 信息功能纳米材料的制备与物性测量技术                                                                    |
| 2008－2009年 | 周兴江 | 中国科学院物理研究所                   | |
| 2008－2009年 | 原有进 | 中国科学院近代物理研究所               | |
| 2010－2011年 | 孙力玲 | 中国科学院物理研究所                   | |
| 2010－2011年 | 魏志义 | 中国科学院物理研究所                   | |
| 2012－2013年 | 吕力   | 中国科学院物理研究所                   | 发展低温极端条件实验技术                                                                                |
| 2014－2015年 | 白雪冬 | 中国科学院物理研究所                   | 发展原位透射电子显微学实验技术                                                                          |
| 2014－2015年 | 何源   | 中国科学院近代物理研究所               | 发展高功率射频超导直线加速器物理和技术                                                                  |
| 2016－2017年 | 张广宇 | 中国科学院物理研究所                   | 二维材料及其异质结构的构筑、加工，以及界面调控下的输运性质和电子器件研究                                |
| 2016－2017年 | 宣丽   | 中国科学院长春光学精密机械与物理研究所 | 大口径望远镜的高分辨成像技术，研制出在700～950nm光波段具有8～10米口径匹配潜力的液晶自适应高分辨成像系统 |
| 2018－2019年 | 王业亮 | 北京理工大学                           | |
| 2018－2019年 | 郭建东 | 中国科学院物理研究所                   | |